# Вијетнам на Светском првенству у атлетици на отвореном 2022.
Вијетнам је учествовао на 18. Светском првенству у атлетици на отвореном 2022. одржаном у Јуџину  од 15. до 25. јула тринаести пут. Репрезентацију Вијетнама представљала је 1 атлетичарка која се такмичила у трци на 400 метара са препонама.,
На овом првенству представница Вијетнама није освојила ниједну медаљу, нити је постигла неки резултат.

## Учесници
Жене:
- Тај Лан Квач — 400 м препоне

## Резултати

### Жене
| Атлетичарка  | Дисциплина    | Лични рекорд | Квалификације | Квалификације | Полуфинале            | Полуфинале            | Финале                | Финале       | Детаљи |
| Атлетичарка  | Дисциплина    | Лични рекорд | Резултат      | Место         | Резултат              | Место                 | Резултат              | Место        | Детаљи |
| ------------ | ------------- | ------------ | ------------- | ------------- | --------------------- | --------------------- | --------------------- | ------------ | ------ |
| Тај Лан Квач | 400 м препоне | 55,30 НР     | 58,84         | 6. у гр. 3    | Није се квалификовала | Није се квалификовала | Није се квалификовала | 35 / 36 (37) |        |